# Monkaen Kaenkoon
Monkhaen Kaenkoon (thai nyelven มนต์แคน แก่นคูน), születési nevén Kjtttkun Bunkzamjun (thaiul: กิตติคุณ บุญค้ำจุน; 1973. július 20.) thai énekes.

## Diszkográfia
- 2005 - Yang Koay Thee Soai Derm[5]
- 2006 - Yam Tor Khor Toe Haa
- 2008 - Sang Fan Duai Kan Bor
- 2009 - Roang Bgan Pit Kid Hot Nong
- 2010 - Fan Eek Krang Tong Pueng Ther
- 2012 - Trong Nan Kue Na Thee Trong Nee Kue Hua Jai
- 2016 - Hai Khao Rak Ther Muean Ther Rak Khaw
- 2018 - Ai Hak Khaw Toan Jao Bor Hak
- 2019 - San Ya Nam Ta Mae